# Szegedi nagy boszorkányper

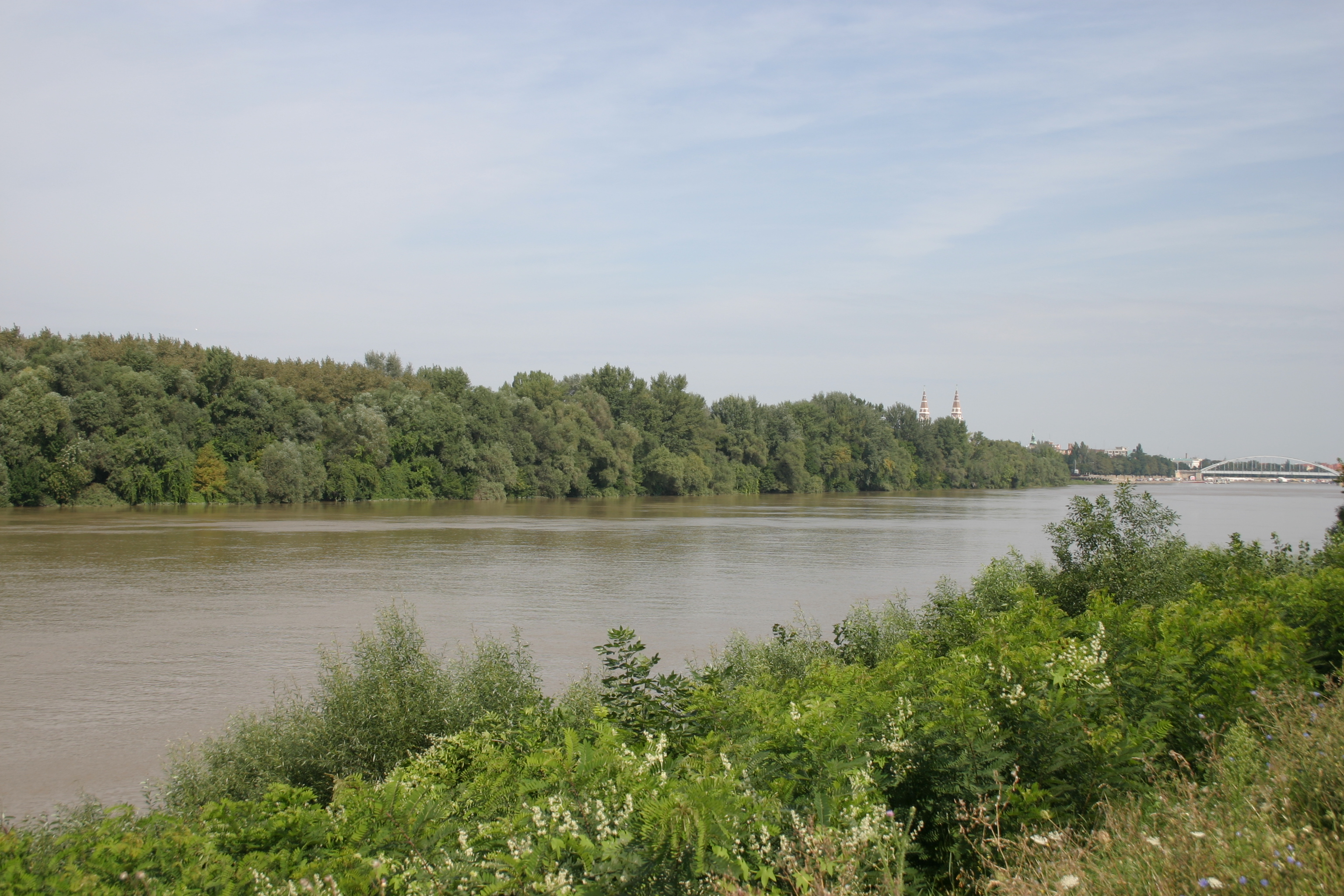
A szegedi Boszorkánysziget látképe Újszegedről nézve

A szegedi nagy boszorkányper 1728. július 23-án zajlott le, mikor hat férfit és hat nőt máglyán elégettek Szegeden boszorkányság vádjával. A büntetést az akkor még a városon kívül eső hosszú, erdős földsávon hajtották végre, melyet azóta Boszorkányszigetnek neveznek. A per idejére a boszorkányüldözés Európában már lecsendesült, éppen ezért a Boszorkányszigeten történt könyörtelen mészárlásnak nagy visszhangja volt a maga korában.

## A boszorkányper
A boszorkánypert a városi hatóságok kezdeményezték. Az 1720-as években szárazság, éhínség és járvány tombolt Szegeden, és a városi lakosok bejövő panaszaira, mint a probléma megoldására kihirdették a boszorkánypert. A város lakosai egyöntetűen a híresen rossz természetű, átkozódó Kökényné Nagy Anna bábaasszonyt vádolták meg. A vallatások során Kökénynének megeredt a nyelve, így összesen 18 embert ítéltek el. A vádlottak között volt a város egykori főbírája és leggazdagabb embere, a 82 éves Rózsa Dániel, akinek számos irigye akadt. Az idős Rózsa a kínzókamrába kerülve megtört, és a jegyzőkönyvbe már azt mondta, amit hallani akartak tőle. Azt mondta, hogy ő a boszorkányok vezetője és társaival együtt egy akó pénzért hét esztendőre adták el a csapadékot a töröknek. A vád szerint az esőt egy zacskóba kötötte el, amit hordói alá rejtett. 
A gyanúsítottakat vízpróbának és mérlegpróbának vetették alá. Aki „könnyűnek találtatott”, azt elítélték. Hosszú tűkkel szurkálták őket, hogy az ördög testi bélyegét megtapasztalhassák rajtuk. Testük ezeken a pontokon érzéketlen volt, nem vérzett. Egy-egy szőrtelen hónalj vagy gyanús anyajegy ugyancsak a nem emberi természet bélyegét mutatta.
A kínvallatások során többen meghaltak, vagy végeztek magukkal a tömlöcükben. A végső ítéletet 1728. július 21-én hozták meg, majd két napra rá, július 23-án hajtották végre. 12 embert kötöztek ki a Boszorkányszigeten leszúrt négy karóhoz, és egyszerre, elevenen égették el őket.
Reizner János (1847–1904) szegedi helytörténész leírásából tudjuk, hogy a korábbi aszályos évek után 1728 még sivárabb esztendő volt. Éhínség fenyegetett. Az istencsapásnak tekintett nélkülözéseket sokan az emberek vallástól való elfordulásával magyarázták, és híre ment, hogy a csapás nem Istentől, hanem az ördögtől ered. A „befogások” és kínvallatások pedig akkor indultak, amikor Podhradszky György főbíró az országgyűlésen, Pozsonyban tartózkodott, és Müller János bíró helyettesítette.
Balogh Elemér alkotmánybíró kutatásai szerint az 1728-as szegedi per az osztrák–német jogi mintára folyt, ami elsősorban inkvizíciós, nyomozópert jelentett. Ennek lényege, hogy a vádlott személytől megpróbálják kicsikarni a valódi tényállítást. Az igazság kiderítése érdekében a korabeli jogrendszer kényszerítőeszközök használatát is megengedte. 
Német mintára alkalmazták az egykori istenítéletet, a vízpróbát az Alsó-Tisza partján. Három öregasszony nyomban vízbe fulladt, akiket ily módon ártatlannak tekintettek, ám ez rájuk nézve kevés vigaszt jelenthetett – jegyezte meg a jogtudós. Egy másik kora középkori eredetű istenítéletet (ordáliát) is elővettek a bírák: a „mérlegelést”. A mérlegen a könnyű testsúly is a boszorkányságot bizonyította.
A bírák abból indultak ki, hogy az ördög szabályos hadrendbe szervezte a vele szövetkezőket. A per során megtalálták a társaság főnökét és a boszorkányhad tisztségviselőit is. A szegedi perek bábái, javasasszonyai növényi eredetű gyógyszerekkel orvosoltak vagy éppen rontottak. A vallomásokban sűrűn előforduló fürdők és kenőcsök állandó komponensei is ilyen anyagok voltak. Az egyik vádlott, Nagy Anna esetében például a vád az volt, hogy az esőt, a harmatot, a halakat és a föld zsírját eladta a törököknek. A perből az is kiderült, hogy Rózsa Dániel, a város hajdani főbírója volt a titkos kenőcsök fő forgalmazója.
A felkorbácsolt népindulatnak olyan fejeket vetettek oda, akik két kivétellel idősek, és egy kivétellel mindannyian a társadalom lumpenrétegéhez tartoztak. Az aggkorú Rózsa Dániel elítélésében szerepet játszhatott a társadalmi irigység is. Rózsa Szeged egyik legvagyonosabb polgára volt. Képviselte a várost a pozsonyi országgyűlésen, volt városi tanácsnok, majd főbíró. Tóth G. Péter történész szerint a gyors vagyoni és politikai karriert befutó, szorgalmával juhászbojtárból fölvergődött birtokos gazdának számos irigye akadt a perek tanúsága szerint. Az idős Rózsa a kínzókamrába kerülve megtört, és a jegyzőkönyvbe már azt mondta, amit hallani akartak tőle. Társaival együtt egy akó pénzért hét esztendőre adták el a csapadékot a töröknek. A vád szerint az esőt egy zacskóba kötötte el, amit hordói alá rejtett.
A végítélet tizennyolc személyt érintett, akik közül hárman már a börtönben meghaltak. Az 1728. június 26-án meghozott ítélet nyomán négy héttel később, július 23-án, valószínűleg az áldozatokról elnevezett Boszorkányszigeten lobbant fel az a három máglya, amelyen a hat férfit és hat nőt elégették. Légrádiné Malmos Katalinnak előbb fejét vették, és csak teste került a máglyára. Végné Koncz Sára megégetését elhalasztották, mivel gyermeket várt. Őt és Bogadussánét 1729. március 7-én égették el, de nekik is előbb fejüket vették. 
A leghíresebb magyarországi boszorkánypernek bizonyíthatóan legalább huszonegy áldozata volt. 
Noha a boszorkányüldözéseknek Mária Terézia királynő igyekezett elejét venni az 1756 után kiadott rendeleteivel, Sz. Kristóf Ildikó történész szerint 1770 és 1790 között is indítottak boszorkánypereket Magyarország és Erdély több vidékén. Sőt, egyes városokban még a 19. század első felében is, ezek azonban általában alacsonyabb helyi bíróságok voltak.
Ami a szegedi per aktáit illeti, a bécsi udvar az ügy iratait száz évre titkosította. A város olyannyira szégyellte tettét, hogy még egy évszázad múltán, 1830-ban is megtagadta az akták kiadását arra való hivatkozással, hogy ezzel Szeged hírnevét ne rontsák."

## Legenda
Az emberek félni kezdtek a helytől, úgy tartották el lett átkozva. A legtöbb szegedi nem is mert oda többet kimenni. A gyerekeket azzal az erdővel ijesztgették az idősek és az egész boszorkányperből a századok során egy legenda lett.
A legenda szerint az ott maradt városiak, akik a hamvakat takarították el, furcsa dolgokról számoltak be. A lombok suhogása az emberi beszédet idézte, a hamvakban emberi fejek bukkantak fel, majd hordta el a szél. Ám ami a legkülönösebb, hogy bár az elítéltek majdnem meztelenek voltak és semmi ékszert nem viseltek, mégis 12 kis amulettet találtak az elszenesedett maradványok közt. Ezektől a sírásók annyira megijedtek, hogy hozzájuk sem értek, otthagytak mindent, szaladtak vissza a városba, ahogy a lábuk bírta. Mikor visszaértek, a történteket elmondva egy nagyobb csapat tért vissza a helyszínre, ahol már nem találták a hamvakat, ahogy a 12 amulettet sem. 

## Máglyára ítéltek névsora
1. Rosa Dániel
2. Rosa Dánielné Széll Zsuzsanna
3. Kökény Andrásné Nagy Anna
4. Jancsó Pálné Szanda Katalin
5. Kovács Pál
6. Katona Ferenc
7. Borbola Ferenc
8. Danyi Jánosné Toth Erzsébet
9. Dancsó Jánosné Hisen Borbála
10. Dancsó János
11. Dugonics Mihályné Barak Margit
12. Légrádi Jánosné Malmos Kata

## Az esemény feldolgozásai
- Jósika Miklós: A szegedi boszorkányok – regény – (1854)
- Juhász Gyula: A szegedi boszorkányok – vers – (1923)
- Nagymihály Sándor: A szegedi boszorkányok – regény – (1935)
- Aba Iván: A szegedi boszorkányok – regény – (1963)
- Az ördögmagiszter – tévéfilm – (1987)
- Darvasi László: Taligás – regény – (2016)
- Lőrinczy Attila: Élve megégetve – boszorkánytéboly – színmű – (2022)
- Horváth István: A szegedi boszorkányok  – színmű – (2023)
- Vészits Andrea: Boszorkánysziget 28 73 (Időfutár) - regény (2022)